# Alcidamas
Alcidamas, van Elaea, in Aeolis, was een Grieks sofist en retoricus uit de 4e eeuw v.Chr.
Hij was de leerling en de opvolger van Gorgias en onderwees te Athene in dezelfde periode als Isocrates van wie hij de belangrijkste rivaal en tegenstander was.
We bezitten twee redevoeringen van hem: 
1. Over de sofisten, gericht tegen Isocrates, waarin hij de superioriteit van een geïmproviseerde toespraak verdedigt tegenover een geschreven redevoering.
2. Odysseus, waarin Odysseus Palamedes beschuldigt van verraad tijdens het Beleg van Troje (dit fragment is betwist).

Volgens Alcidamas was het hoogste dat een redenaar moest nastreven, het vermogen om onvoorbereid te spreken over elk denkbaar onderwerp. Aristoteles bekritiseert hem in zijn Retorica om zijn pompeuze stijl en extravagant gebruik van vergezochte metaforen. Bij deze passage noteerde een anonieme commentator in de rand de volgende uitspraak van Alcidamas: "De godheid schonk alle mensen vrijheid, en de natuur schiep niemand als slaaf." Dit is de oudst gekende kritiek op slavernij als instituut.